# Dragula
A Dragula egy heavy metal dal, Rob Zombie-tól. A dal Rob első szólóalbumán, a Hellbilly Deluxe című nagylemezen található, valamint kislemezként is megjelent, és egy videóklip is készült hozzá. A felvétel Rob egyik leghíresebb darabja. A dal kettő B-oldalas kiadványon is fellelhető. Az egyik a "Super Monster Sex Action", a másik pedig a "Hellowen (she Get So Mean)" nevet viseli. A Transient zenekar feldolgozta a dalt, és a The Electro Industrial: A Tribute To Rob Zombie című válogatáslemezre rakták fel.

## Helyezések
| Év   | Kislemez  | Lista                                    | Helyezés |
| ---- | --------- | ---------------------------------------- | -------- |
| 1998 | "Dragula" | Billboard Mainstream Rock Tracks         | 6        |
| 1998 | "Dragula" | Billboard Modern Rock Tracks             | 27       |
| 1998 | "Dragula" | Billboard Bubbling Under Hot 100 Singles | 16       |
| 1998 | "Dragula" | Brit kislemezlista                       | 44       |